# Élections législatives de 1993 dans le Loiret
Les élections législatives françaises de 1993 se déroulent les 21 et 28 mars 1993. Dans le département du Loiret, cinq députés sont à élire dans le cadre de cinq circonscriptions.

## Élus
| Circonscription | Député sortant                                | Parti | Parti | Député élu ou réélu | Parti | Parti     |
| --------------- | --------------------------------------------- | ----- | ----- | ------------------- | ----- | --------- |
| 1e              | Claude Bourdin suppléant de Jean-Pierre Sueur |       | PS    | Antoine Carré       |       | UDF (PR)  |
| 2e              | Éric Doligé                                   |       | RPR   | Éric Doligé         |       | RPR       |
| 3e              | Jean-Pierre Lapaire                           |       | PS    | Jean-Louis Bernard  |       | UDF (Rad) |
| 4e              | Xavier Deniau                                 |       | RPR   | Xavier Deniau       |       | RPR       |
| 5e              | Jean-Paul Charié                              |       | RPR   | Jean-Paul Charié    |       | RPR       |

## Positionnement des partis
Les candidats d'alliance RPR-UDF et divers droite se présentent sous la bannière de l'Union pour la France et ceux du Parti socialiste derrière l'Alliance des Français pour le Progrès. Par ailleurs, Les Verts et Génération écologie s'unissent sous l'étiquette Entente des écologistes.

## Résultats

### Résultats à l'échelle du département
| Parti          | Parti                                 | Premier tour | Premier tour | Second tour | Second tour | Sièges |
| Parti          | Parti                                 | Voix         | %            | Voix        | %           | Sièges |
| -------------- | ------------------------------------- | ------------ | ------------ | ----------- | ----------- | ------ |
|                | Rassemblement pour la République      | 79 096       | 30,06        | 94 879      | 39,03       | 3      |
|                | Union pour la démocratie française    | 35 283       | 13,41        | 57 644      | 23,72       | 2      |
|                | Divers droite                         | 7 436        | 2,83         |             |             | 0      |
|                | Union pour la France                  | 121 815      | 46,29        | 152 523     | 62,75       | 5      |
|                |                                       |              |              |             |             |        |
|                | Parti socialiste                      | 38 845       | 14,76        | 58 530      | 24,08       | 0      |
|                | Divers gauche (Maj. prés.)            | 5 877        | 2,23         |             |             | 0      |
|                | Alliance des Français pour le progrès | 44 722       | 17,00        | 58 530      | 24,08       | 0      |
|                |                                       |              |              |             |             |        |
|                | Les Verts                             | 13 278       | 5,05         |             |             | 0      |
|                | Génération écologie                   | 8 713        | 3,31         | 0           |             |        |
|                | Entente des écologistes               | 21 991       | 8,36         |             |             | 0      |
|                |                                       |              |              |             |             |        |
|                | Front national                        | 35 376       | 13,44        | 12 103      | 4,98        | 0      |
|                | Parti communiste français             | 24 174       | 9,19         | 19 910      | 8,19        | 0      |
|                | Extrême gauche dont LO et SÉGA        | 9 678        | 3,68         |             |             | 0      |
|                | Divers écologiste dont LT-LNÉ         | 5 375        | 2,04         | 0           |             |        |
|                |                                       |              |              |             |             |        |
| Inscrits       | Inscrits                              | 383 704      | 100,00       | 383 659     | 100,00      | 5      |
| Abstentions    | Abstentions                           | 106 844      | 27,85        | 115 524     | 30,11       |        |
| Votants        | Votants                               | 276 860      | 72,15        | 268 135     | 69,89       |        |
| Blancs et nuls | Blancs et nuls                        | 13 729       | 4,96         | 25 069      | 9,35        |        |
| Exprimés       | Exprimés                              | 263 131      | 95,04        | 243 066     | 90,65       |        |

### Résultats par circonscription

#### Première circonscription (Orléans-Sud)
| Candidat       | Candidat                  | Parti          | Premier tour | Premier tour | Second tour | Second tour |  |
| Candidat       | Candidat                  | Parti          | Voix         | %            | Voix        | %           |  |
| -------------- | ------------------------- | -------------- | ------------ | ------------ | ----------- | ----------- |  |
|                | Jean-Pierre Sueur sortant | PS (ADFP)      | 12 789       | 26,08        | 21 981      | 45,03       |  |
|                | Antoine Carré élu         | UDF (PR)       | 12 687       | 25,87        | 26 831      | 54,97       |  |
|                | Annick Courtat            | RPR            | 9 488        | 19,35        | Retrait     | Retrait     |  |
|                | François Chéron           | FN             | 5 064        | 10,33        |             |             |  |
|                | Nino-Anne Dupieux         | GÉ (EÉ)        | 4 495        | 9,17         |             |             |  |
|                | Marc Brynhole             | PCF            | 2 597        | 5,3          |             |             |  |
|                | Marie-Hélène Soubry       | SÉGA           | 1 010        | 2,06         |             |             |  |
|                | Christiane Hauchère       | LO             | 908          | 1,85         |             |             |  |
|                | Sandrine Charasson        | LT-LNÉ         | 2            | 0            |             |             |  |
|                |                           |                |              |              |             |             |  |
| Inscrits       | Inscrits                  | Inscrits       | 69 635       | 100,00       | 69 623      | 100,00      |  |
| Abstentions    | Abstentions               | Abstentions    | 18 333       | 26,33        | 17 959      | 25,79       |  |
| Votants        | Votants                   | Votants        | 51 302       | 73,67        | 51 664      | 74,21       |  |
| Blancs et nuls | Blancs et nuls            | Blancs et nuls | 2 262        | 4,41         | 2 852       | 5,52        |  |
| Exprimés       | Exprimés                  | Exprimés       | 49 040       | 95,59        | 48 812      | 94,48       |  |

#### Deuxième circonscription (Orléans-Ouest)
| Candidat       | Candidat                  | Parti          | Premier tour | Premier tour | Second tour | Second tour |  |
| Candidat       | Candidat                  | Parti          | Voix         | %            | Voix        | %           |  |
| -------------- | ------------------------- | -------------- | ------------ | ------------ | ----------- | ----------- |  |
|                | Éric Doligé sortant réélu | RPR (UPF)      | 21 967       | 45,01        | 29 027      | 62,97       |  |
|                | François Lebon            | PS (ADFP)      | 7 261        | 14,88        | 17 069      | 37,03       |  |
|                | Pierre Bonaccorsi         | FN             | 6 385        | 13,08        |             |             |  |
|                | Bruno Duval               | Les Verts (EÉ) | 5 417        | 11,1         |             |             |  |
|                | Michel Guérin             | PCF            | 5 397        | 11,06        |             |             |  |
|                | Patrick Costard           | LO             | 1 295        | 2,65         |             |             |  |
|                | Michel Tissier            | SÉGA           | 1 078        | 2,21         |             |             |  |
|                | Lyliane Lemoine           | LT-LNÉ         | 1            | 0            |             |             |  |
|                |                           |                |              |              |             |             |  |
| Inscrits       | Inscrits                  | Inscrits       | 71 904       | 100,00       | 71 903      | 100,00      |  |
| Abstentions    | Abstentions               | Abstentions    | 20 459       | 28,45        | 21 819      | 30,35       |  |
| Votants        | Votants                   | Votants        | 51 445       | 71,55        | 50 084      | 69,65       |  |
| Blancs et nuls | Blancs et nuls            | Blancs et nuls | 2 644        | 5,14         | 3 988       | 7,96        |  |
| Exprimés       | Exprimés                  | Exprimés       | 48 801       | 94,86        | 46 096      | 92,04       |  |

#### Troisième circonscription (Orléans-Est)
| Candidat       | Candidat                    | Parti          | Premier tour | Premier tour | Second tour | Second tour |  |
| Candidat       | Candidat                    | Parti          | Voix         | %            | Voix        | %           |  |
| -------------- | --------------------------- | -------------- | ------------ | ------------ | ----------- | ----------- |  |
|                | Jean-Louis Bernard élu      | UDF (Rad)      | 22 596       | 43,68        | 30 813      | 61,27       |  |
|                | Jean-Pierre Lapaire sortant | PS (ADFP)      | 10 617       | 20,52        | 19 480      | 38,73       |  |
|                | Michel Rothe                | FN             | 7 122        | 13,77        |             |             |  |
|                | Nicole Bouilly              | Les Verts (EÉ) | 4 595        | 8,88         |             |             |  |
|                | Marcel Thomas               | PCF            | 3 446        | 6,66         |             |             |  |
|                | Françoise Lacaille          | LT-LNÉ         | 1 742        | 3,37         |             |             |  |
|                | Jack Foucher                | SÉGA           | 865          | 1,67         |             |             |  |
|                | Abdelkrim Saadani           | LO             | 749          | 1,45         |             |             |  |
|                |                             |                |              |              |             |             |  |
| Inscrits       | Inscrits                    | Inscrits       | 76 523       | 100,00       | 76 521      | 100,00      |  |
| Abstentions    | Abstentions                 | Abstentions    | 21 947       | 28,68        | 22 493      | 29,39       |  |
| Votants        | Votants                     | Votants        | 54 576       | 71,32        | 54 028      | 70,61       |  |
| Blancs et nuls | Blancs et nuls              | Blancs et nuls | 2 844        | 5,21         | 3 735       | 6,91        |  |
| Exprimés       | Exprimés                    | Exprimés       | 51 732       | 94,79        | 50 293      | 93,09       |  |

#### Quatrième circonscription (Montargis - Gien)
| Candidat       | Candidat                    | Parti                | Premier tour | Premier tour | Second tour | Second tour |  |
| Candidat       | Candidat                    | Parti                | Voix         | %            | Voix        | %           |  |
| -------------- | --------------------------- | -------------------- | ------------ | ------------ | ----------- | ----------- |  |
|                | Xavier Deniau sortant réélu | RPR (UPF)            | 21 791       | 37,32        | 34 547      | 63,44       |  |
|                | Max Nublat                  | PCF                  | 8 566        | 14,67        | 19 910      | 36,56       |  |
|                | Maurice Etienne             | FN                   | 8 328        | 14,26        |             |             |  |
|                | Jean-Charles Paré           | diss. RPR            | 7 436        | 12,73        |             |             |  |
|                | Albert Mimoun               | Divers gauche (ADFP) | 5 877        | 10,06        |             |             |  |
|                | Jean-Luc Burgunder          | Les Verts (EÉ)       | 3 266        | 5,59         |             |             |  |
|                | Anne-Marie Ernst            | LT-LNÉ               | 1 356        | 2,32         |             |             |  |
|                | Annie Cassin                | LO                   | 1 115        | 1,91         |             |             |  |
|                | Christine Lander            | SÉGA                 | 656          | 1,12         |             |             |  |
|                |                             |                      |              |              |             |             |  |
| Inscrits       | Inscrits                    | Inscrits             | 85 624       | 100,00       | 85 605      | 100,00      |  |
| Abstentions    | Abstentions                 | Abstentions          | 24 387       | 28,48        | 26 459      | 30,91       |  |
| Votants        | Votants                     | Votants              | 61 237       | 71,52        | 59 146      | 69,09       |  |
| Blancs et nuls | Blancs et nuls              | Blancs et nuls       | 2 846        | 4,65         | 4 689       | 7,93        |  |
| Exprimés       | Exprimés                    | Exprimés             | 58 391       | 95,35        | 54 457      | 92,07       |  |

#### Cinquième circonscription (Pithiviers)
| Candidat       | Candidat                       | Parti          | Premier tour | Premier tour | Second tour | Second tour |  |
| Candidat       | Candidat                       | Parti          | Voix         | %            | Voix        | %           |  |
| -------------- | ------------------------------ | -------------- | ------------ | ------------ | ----------- | ----------- |  |
|                | Jean-Paul Charié sortant réélu | RPR (UPF)      | 25 850       | 46,86        | 31 305      | 72,12       |  |
|                | André Beaudoin                 | FN             | 8 477        | 15,37        | 12 103      | 27,88       |  |
|                | Claude Laurent                 | PS (ADFP)      | 8 178        | 14,82        |             |             |  |
|                | Yves De Kisch                  | GÉ (EÉ)        | 4 218        | 7,65         |             |             |  |
|                | Jean-Pierre Lefaucheux         | PCF            | 4 168        | 7,56         |             |             |  |
|                | Dominique Ernst                | LT-LNÉ         | 2 274        | 4,12         |             |             |  |
|                | Patrick Lamiable               | LO             | 1 562        | 2,83         |             |             |  |
|                | Avelin Castello                | LCR            | 440          | 0,8          |             |             |  |
|                |                                |                |              |              |             |             |  |
| Inscrits       | Inscrits                       | Inscrits       | 80 018       | 100,00       | 80 007      | 100,00      |  |
| Abstentions    | Abstentions                    | Abstentions    | 21 718       | 27,14        | 26 794      | 33,49       |  |
| Votants        | Votants                        | Votants        | 58 300       | 72,86        | 53 213      | 66,51       |  |
| Blancs et nuls | Blancs et nuls                 | Blancs et nuls | 3 133        | 5,37         | 9 805       | 18,43       |  |
| Exprimés       | Exprimés                       | Exprimés       | 55 167       | 94,63        | 43 408      | 81,57       |  |